# Flor nacional de Uruguay

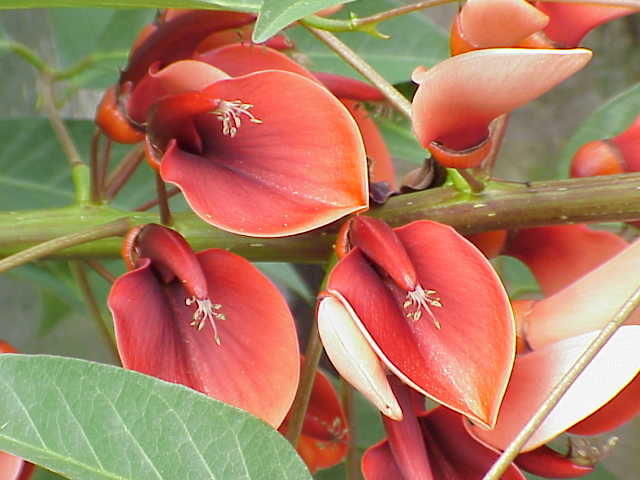
La flor del ceibo es la flor nacional de Uruguay.

La flor nacional de Uruguay es la del ceibo, árbol cuyo nombre científico es Erythrina crista-galli. A esta especie también se la denomina comúnmente: ceibo 'seibo, seíbo, gallito o bucaré. Se trata de un árbol de la subfamilia Faboideae originario del centro de América del Sur, donde se encuentra en el centro y norte de la Argentina, el centro y sur del Brasil, Paraguay, el este de Bolivia, y casi todo el Uruguay.   

## El ceibo en Uruguay
El ceibo se distribuye en todo el territorio del Uruguay, creciendo especialmente en islas fluviales, riberas de ríos, arroyos, y lagunas, así como en humedales de distinta conformación. Cuando los ejemplares de esta especie dominan la formación arbórea en que viven, este tipo de bosque pasa a ser denominado «ceibal».

## El ceibo dando nombre a un plan educacional en Uruguay
Esta especie también se relacionó con ese país al dar su nombre a un plan educacional pionero también es una chaen 
el mundo: el Plan Ceibal. Es un proyecto socioeducativo creado por decreto en 2007 ...para proporcionar un computador portátil a cada niño en edad escolar y a cada maestro de la escuela pública, así como también capacitar a los docentes en el uso de dicha herramienta, y promover la elaboración de propuestas educativas acordes con las mismas. La sigla «Ceibal» es un retroacrónimo que significa Conectividad Educativa de Informática Básica para el Aprendizaje en Línea, aunque, según lo confesó el propio presidente Tabaré Vázquez —impulsor del plan— en el acto de presentación del mismo, representa además al símbolo del país, su flor nacional, el ceibo: hubo que hacer, lo voy a confesar, malabarismos para encontrar qué podíamos hacer para que «Ceibal» se transformara en una sigla, bueno, y ahí está.

## El ceibo blanco uruguayo
El ceibo blanco, también llamado ceibo blanco, es una variedad o cultivar encontrado originalmente creciendo silvestre en el este de Uruguay. Se destaca por sus flores notablemente blanco-níveas, las que contrastan con las tradicionalmente rojas del genotipo de la especie, el «ceibo común» o «ceibo del Plata». El ceibo blanco fue dado a conocer en el año 1961 por el botánico y horticultor uruguayo Atilio Lombardo, quien lo denominó: Erythrina crista–galli var. leucochlora. Años después, fue pasada a la sinonimia de Erythrina crista-galli, pues es sólo un cultivar.
Hay características del ceibo blanco que hacen que se destaque entre la flora nativa del país: el ceibo blanco sólo se encontró en estado silvestre en territorio del Uruguay; este país no posee abundante flora endémica; y la flor del ceibo común ya es la flor nacional uruguaya.